# Universität Korça

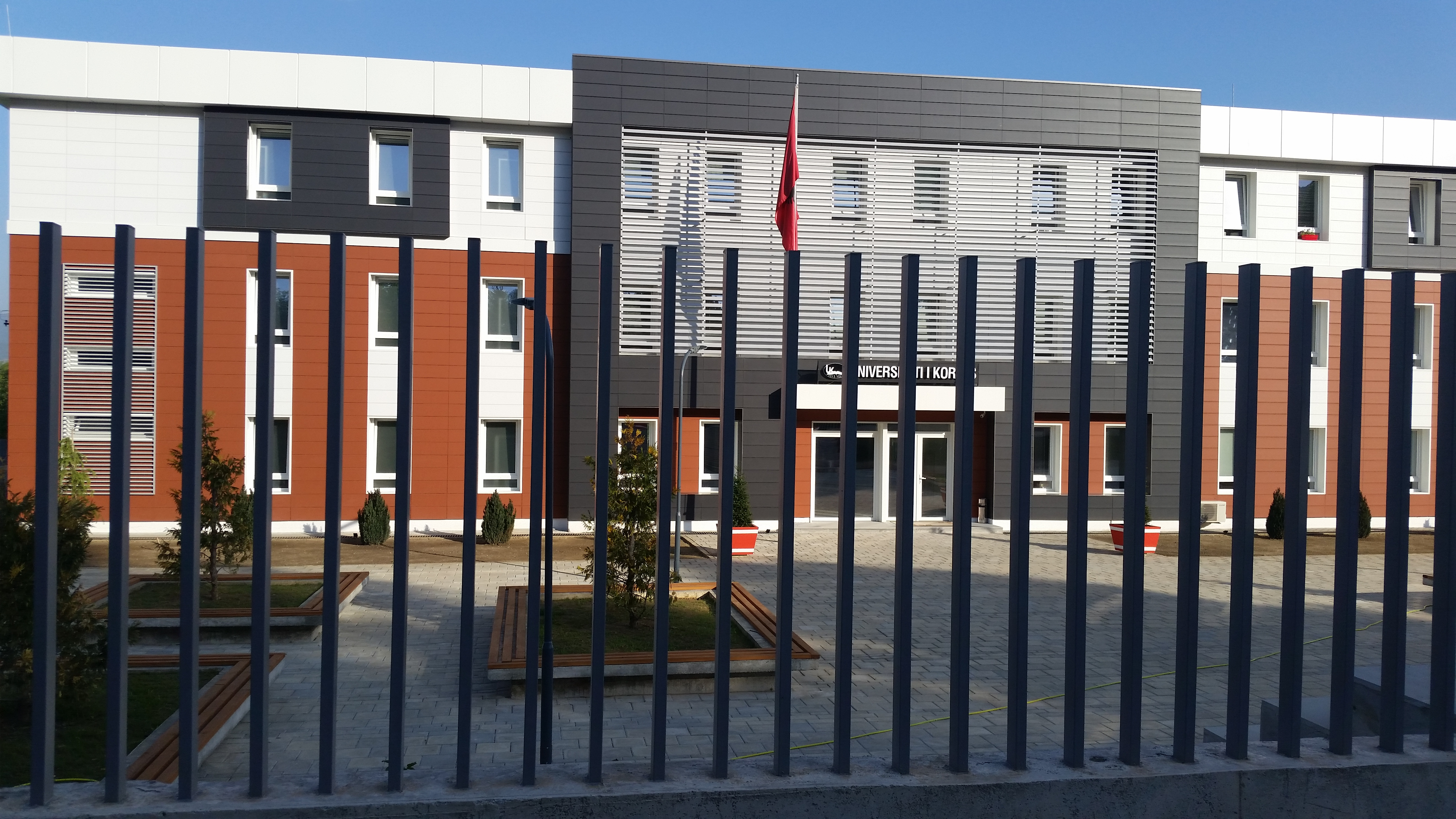
Universitätsgebäude

Die Universität Korça „Fan S. Noli“ ist eine staatliche Universität in der albanischen Stadt Korça. Laut der unabhängigen staatlichen Organisation Agjencia e Sigurimit të Cilësisë në Arsimin e Lartë (Quality Assurance Agency of Higher Education) galt sie 2017 – zusammen mit der Medizin-Universität Tirana – als die beste öffentliche Universität Albaniens.
Die Hochschule entstand aus dem Landwirtschaftsinstitut Korça, das bereits 1971 gegründet worden war. 1974 wurde es mit der lokalen Filiale der pädagogischen Hochschule, anfangs nur eine Abendschule, zusammengelegt. Im Jahr 1994 wurde ihr der Name Fan S. Noli beigefügt.
Die Universität verfügt über die Fakultäten Natur- und Geisteswissenschaften, Pädagogik und Philologie, Agrarwissenschaften und Wirtschaftswissenschaften; eine Krankenpflegeschule ist auch angeschlossen.
Die Universität ist Mitglied der Netzwerk der Balkan-Universitäten.